# برونو بالارینی
برونو بالارینی (انگلیسی: Bruno Ballarini; ۱۸ آوریل ۱۹۳۷ – ۱۷ ژانویهٔ ۲۰۱۵) بازیکن فوتبال اهل ایتالیا بود.
از باشگاه‌هایی که در آن بازی کرده‌است می‌توان به باشگاه فوتبال کیاسو، باشگاه فوتبال کومو، و باشگاه فوتبال هلاس ورونا اشاره کرد.